# Teryflunomid
Teryflunomid – wielofunkcyjny organiczny związek chemiczny, aktywny metabolit leflunomidu. Jest środkiem immunomodulującym o właściwościach przeciwzapalnych. Stosowany w leczeniu stwardnienia rozsianego.

## Wskazania
Jest wskazany w leczeniu dorosłych pacjentów ze stwardnieniem rozsianym o przebiegu rzutowo-ustępującym i jest kwalifikowany jako lek pierwszego wyboru w leczeniu tej choroby.

## Skuteczność
Stosowany raz na dobę w dawce 14 mg dobę powoduje zmniejszenie częstości rzutów o ok. 30% i obniżenie ryzyka progresji niewydolności ruchowej o 30% w skali roku. W badaniach MRI wykazano, że leczenie teryflunomidem, w porównaniu z podawaniem placebo, powoduje zmniejszenie całkowitej objętości nowych zmian o 69% oraz zmniejszenie o 80% liczby zmian wykazujących wzmocnienie kontrastowe.

## Mechanizm działania
Teryflunomid jest środkiem immunomodulującym, który w sposób wybiórczy i odwracalny hamuje aktywność enzymu mitochondrialnego – dehydrogenazy dihydroorotanowej, wymaganego do syntezy pirymidyny de novo. W rezultacie teryflunomid zmniejsza proliferację podzielonych komórek, które do ekspansji potrzebują syntezy pirymidyny de novo. Dokładny mechanizm terapeutycznego działania teryflunomidu w leczeniu stwardnienia rozsianego nie jest do końca wyjaśniony, ale może on obejmować redukcję liczby limfocytów. Mediana czasu do osiągnięcia maksymalnego stężenia w osoczu wynosi 1–4 h po wielokrotnym doustnym podaniu teryflunomidu, przy wysokiej biodostępności (około 100%). Osiągnięcie stężenia stanu stacjonarnego jest procesem powolnym (tj. osiągnięcie 95% stężenia w stanie stacjonarnym następuje po około 100 dniach, a szacowany współczynnik kumulacji AUC jest ok. 34-krotny). Teryflunomid w znacznym stopniu wiąże się z białkami osocza (>99%), prawdopodobnie z albuminą, i podlega dystrybucji głównie w osoczu. Metabolizowany jest w stopniu umiarkowanym i jest jedynym składnikiem wykrywanym w osoczu. Głównym szlakiem metabolizmu teryflunomidu jest hydroliza, a utlenianie stanowi szlak drugorzędny. Wydzielany jest do przewodu pokarmowego głównie z żółcią jako produkt leczniczy w postaci niezmienionej i najprawdopodobniej przez sekrecję bezpośrednią.
W przypadku teryflunomidu można w określonych w charakterystyce produktu przypadkach przeprowadzić procedurę przyspieszonej eliminacji. Eliminacja teryflunomidu z krążenia może być przyspieszona po podaniu cholestyraminy lub węgla aktywowanego, przypuszczalnie wskutek przerwania procesów wchłaniania zwrotnego na poziomie jelit.